# Ґавкуль
Ґавкуль (перс. گاوكول) — село в Ірані, у дегестані Хараруд, в Центральному бахші, шагрестані Сіяхкаль остану Ґілян. За даними перепису 2006 року, його населення становило 265 осіб, що проживали у складі 60 сімей.

## Клімат
Середня річна температура становить 14,45°C, середня максимальна – 28,46°C, а середня мінімальна – 0,38°C. Середня річна кількість опадів – 1010 мм.
| Клімат поселення                              | Клімат поселення | Клімат поселення | Клімат поселення | Клімат поселення | Клімат поселення | Клімат поселення | Клімат поселення | Клімат поселення | Клімат поселення | Клімат поселення | Клімат поселення | Клімат поселення | Клімат поселення |
| Показник                                      | Січ.             | Лют.             | Бер.             | Квіт.            | Трав.            | Черв.            | Лип.             | Серп.            | Вер.             | Жовт.            | Лист.            | Груд.            |                  |
| Середній максимум, °C                         | 11,74            | 11,58            | 12,88            | 17,35            | 21,30            | 26,86            | 28,46            | 28,33            | 23,85            | 20,96            | 17,14            | 12,40            |                  |
| Середня температура, °C                       | 6,12             | 5,97             | 7,28             | 11,72            | 15,68            | 21,26            | 24,16            | 24,04            | 19,55            | 16,67            | 12,84            | 8,10             |                  |
| Середній мінімум, °C                          | 0,52             | 0,38             | 1,66             | 6,13             | 10,08            | 15,65            | 19,87            | 19,75            | 15,26            | 12,36            | 8,56             | 3,80             |                  |
| Норма опадів, мм                              | 99               | 83               | 85               | 53               | 45               | 29               | 29               | 49               | 103              | 160              | 143              | 132              |                  |
| Середньомісячна швидкість вітру, м/с          | 2.30             | 2.45             | 2.44             | 2.40             | 2.30             | 2.34             | 2.58             | 2.21             | 2.04             | 2.02             | 2.00             | 2.18             |                  |
| Середньомісячна сонячна радіація, кДж/м²·день | 7145             | 9235             | 11201            | 15685            | 19753            | 21778            | 22418            | 19028            | 15689            | 11054            | 8781             | 6826             |                  |
| --------------------------------------------- | ---------------- | ---------------- | ---------------- | ---------------- | ---------------- | ---------------- | ---------------- | ---------------- | ---------------- | ---------------- | ---------------- | ---------------- | ---------------- |
| Джерело:                                      |                  |                  |                  |                  |                  |                  |                  |                  |                  |                  |                  |                  |                  |